# Ébriés
Les Ébries sont une ethnie de Côte d'Ivoire. Ils se dénomment Tchaman (au pluriel), Tchabio (homme Ébrié) et Tchabia (femme Ébrié) ce qui signifie peuple élu , peuple choisi. La langue parlée par les Tchaman est l'atchan. Ils font partie du groupe des Akans, et singulièrement du sous-groupe des Akan lagunaires. Les atchans (Ébrié) sont un peuple guerrier , puissant et fier .

## Ethnonymie
Le nom Ébrié, qui signifie « les guerriers méchants », leur a été donné par leurs voisins Abourés de Moossou par raillerie à la suite d'une guerre perdue par ces derniers.

## Aire géographique

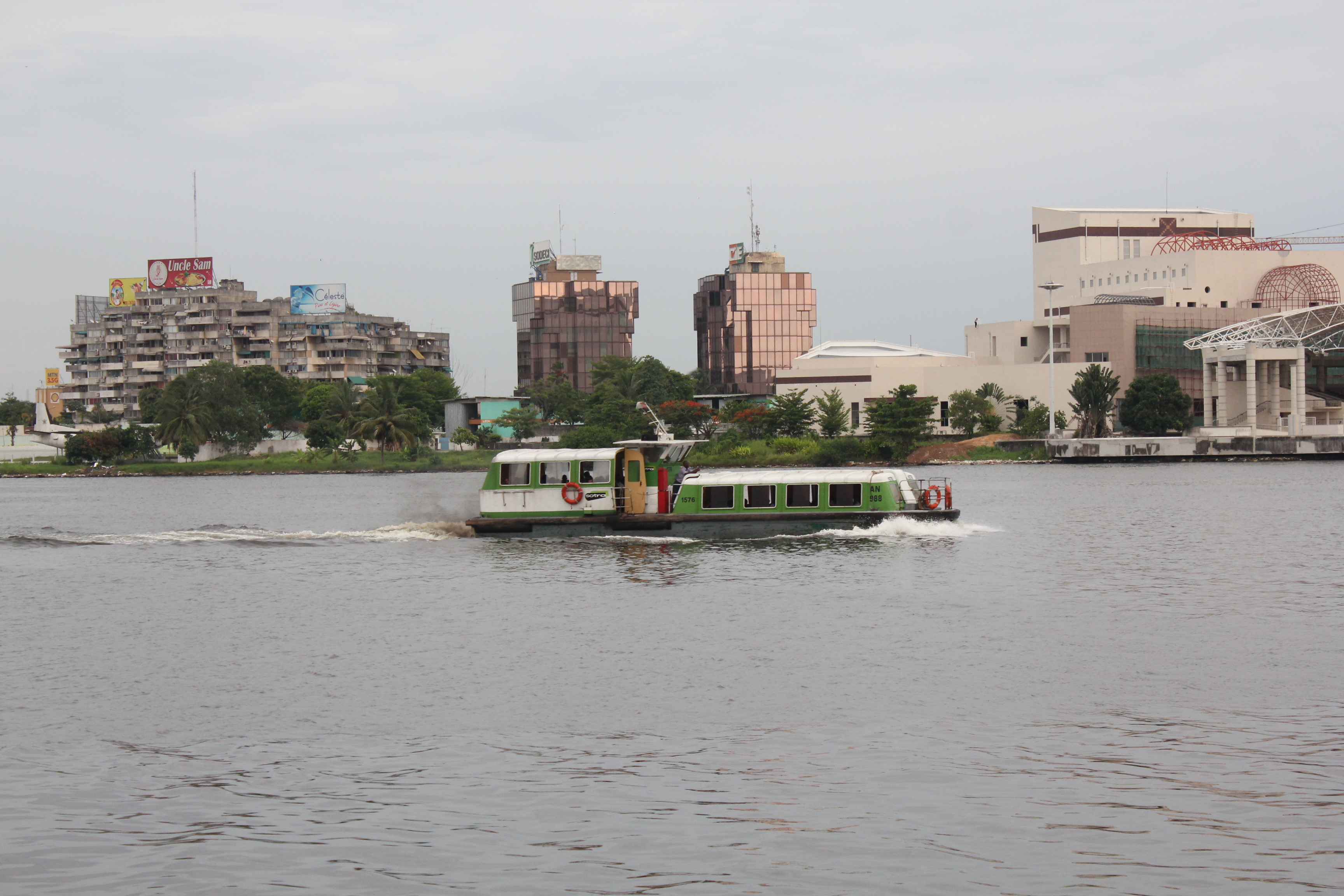
Bateau-bus sur la lagune Ébrié à Abidjan.

Les Tchaman sont des lagunaires. Ils vivent dans le sud de la Côte-d'Ivoire, autour de la lagune Ébrié. Cet imposant plan d'eau sur les rives duquel est construite la ville d'Abidjan va de Grand-Bassam (à l'est) au canal d'Azagni (à l'ouest). Ce peuple représente environ 0,5 % de la population du pays.
Abidjan compte 29 « villages » ébrié, dont Akouédo, Blokosso, Anono, M’pouto, Adjamé, Attécoubé, Agban, Niangon Lokoa, Azito, Abobo Baoulé, Abia Koumassi, Cocody‑village, Anoumabo, Aboboté, Yopougon Kouté, Anonkouakouté, Yopougon Santé, Abobodoumé, Abia Abeti, Niangon Adjamé et Ancien Koumassi .

## Histoire
Les Tchaman sont membres du groupe ethnique et linguistique Akan. Leur tradition orale nous enseigne qu'ils viennent de l'Est, en Côte d'Ivoire, ils sont regroupés en neuf phratries ou goto, possédant chacune son propre nom : Kwè, Bidjan, Yopougon, Nonkwa, Songon, Bobo, Dyapo, Bya et Gnangon. Toutes ces  phratries forment un ensemble de soixante-trois villages.

## Organisation des villages
Dans l'ensemble, les Tchaman habitent de gros villages organisés le long d'une artère centrale. Chaque village, possède au moins deux édifices religieux : église catholique, temple protestant et temple harriste. Les villages  ou akubè sont divisés en quartiers ou akrobu dont les noms tiennent compte de l'inclinaison du terrain sur lesquels ils sont bâtis. Atô est le nom donné aux quartiers qui se trouvent sur les terrains élevé et até pour ceux qui se trouvent sur les terrains bas. Les bâtiments des écoles sont groupés dans un quartier à part. Les cimetières se trouvent généralement dans le quartier atô (élevé) à quelques centaines de mètres du village.

## Activités économiques
L'activité principale de ce peuple est la pêche et la vente de terrain. Toutefois, ceux qui habitent dans les régions périphériques (Songon, Bingerville...) pratiquent l'agriculture et produisent des vivriers (banane plantain, igname, taro, manioc) et des produits d'exportation (café, cacao, hévéa, palmier à huile, banane douce...)

## Organisation politique et traditionnelle
L'une des structures fondamentales de la société Atchan est la génération. Une génération regroupe tous ceux qui sont nés dans un intervalle de temps de quinze ans au moins, et elle est elle-même divisée en classes d'âge. Les membres de la même génération se considèrent tous comme des frères. Cette organisation inclut les deux sexes (homme et femme) et l'on distingue quatre générations désignées sous les appellations suivantes : Blessoué, Gnando, Dougbo et Tchagba.
Chaque génération  comprend quatre classes d'âge : les Djehou (aînés), les Dogba (puînés), les Agban (cadets) et les Assoukrou (benjamins). Le cycle complet des quatre générations dure soixante ans. il faut noter que cette organisation sociale repose essentiellement sur des clans qui sont fonction du lignage maternel. Toutefois, un enfant qui naît appartient à son père, qui est chargé de lui donner un nom. C'est lorsqu'il grandit qu'il intègre sa famille maternelle (système matrilinéaire). Les rapports entre les générations sont institutionnalisées. Cette organisation fait que pour le peuple Atchan, tous les individus sont égaux en droits et en devoirs et sont chargés de diriger les affaires du village. Ce qui fait de la société Atchan, une société égalitaire et démocratique.
Cependant depuis 1896, l’administration coloniale a instauration la chefferie dans la région des Lagunes particulièrement chez les Ebrié.

### La Fatchué ou fête de génération
Chaque 15 ans une nouvelle génération prend  la tête du village. Cette prise de pouvoir est marquée par une fête de génération aujourd’hui appelée « Fatchué », du nom d’une danse guerrière exécutée lors de cet évènement.
Cette cérémonie initiatique marque le passage d’une étape à une autre dans la vie des jeunes filles et garçons des classes d’âge qui composent une génération. Au cours de cette fête, la classe d’âge dirigeante passe le flambeau à une autre classe d’âge qui aura à son tour à gérer les affaires du village. Ce passage de flambeau permet à la classe d'âge qui le reçoit, de passer de l’adolescence à l’âge adulte, à l’âge de la maturité. À partir de cette cérémonie, les individus de cette classe d'âge auront le droit de prendre la parole au cours des assemblées et donc de prendre part aux décisions du village.

Fêtes de génération chez les Ébriés
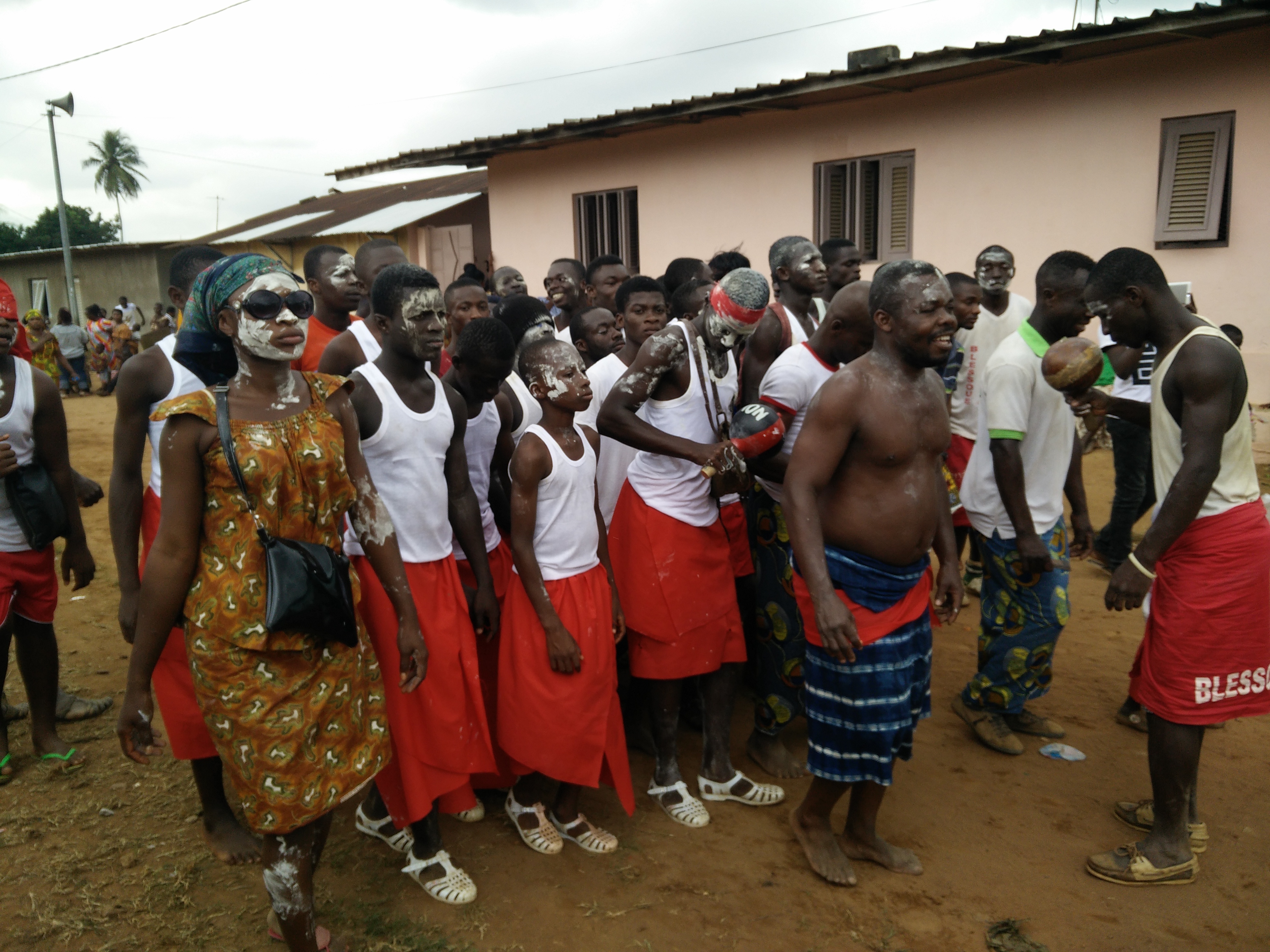
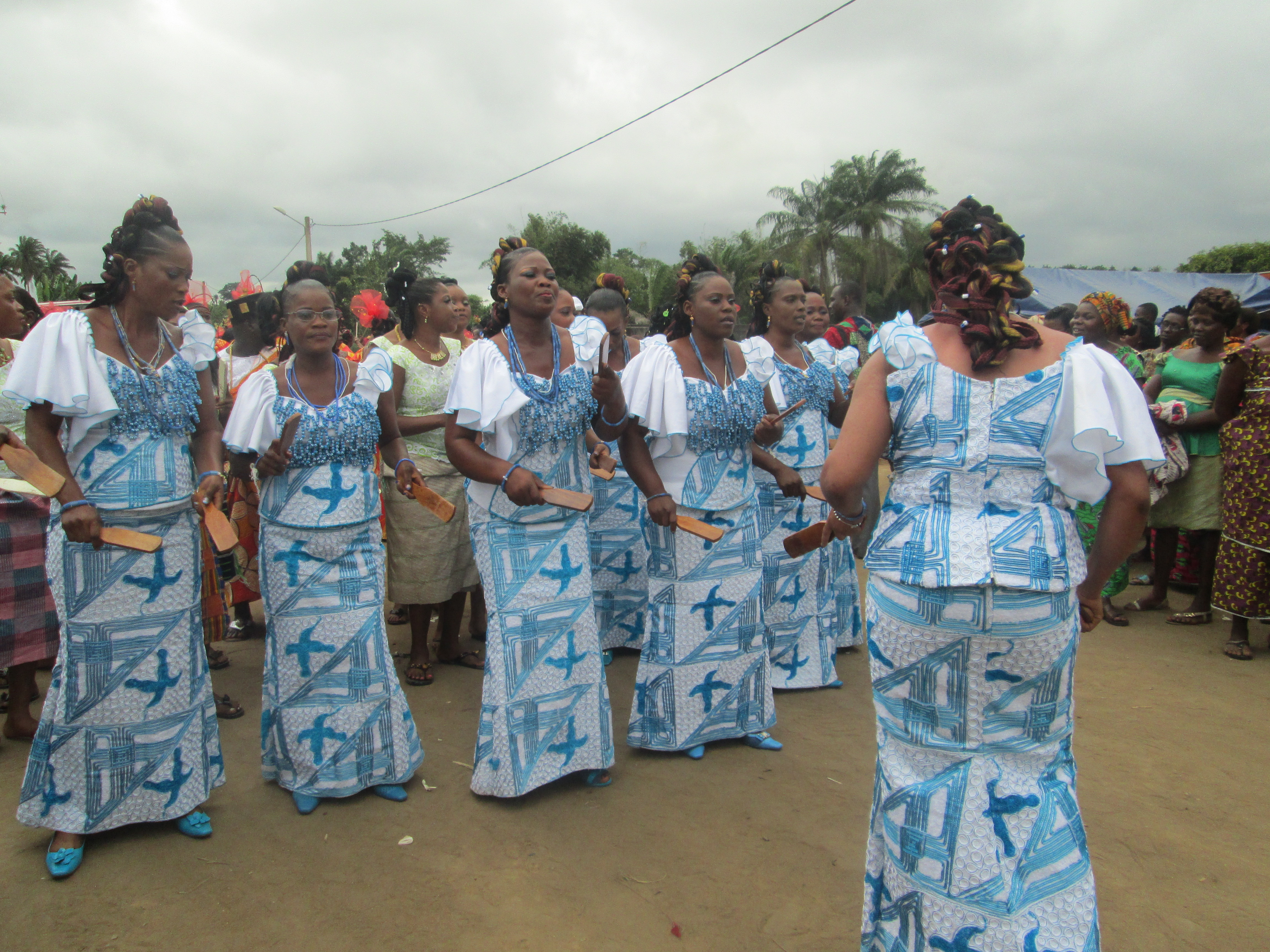
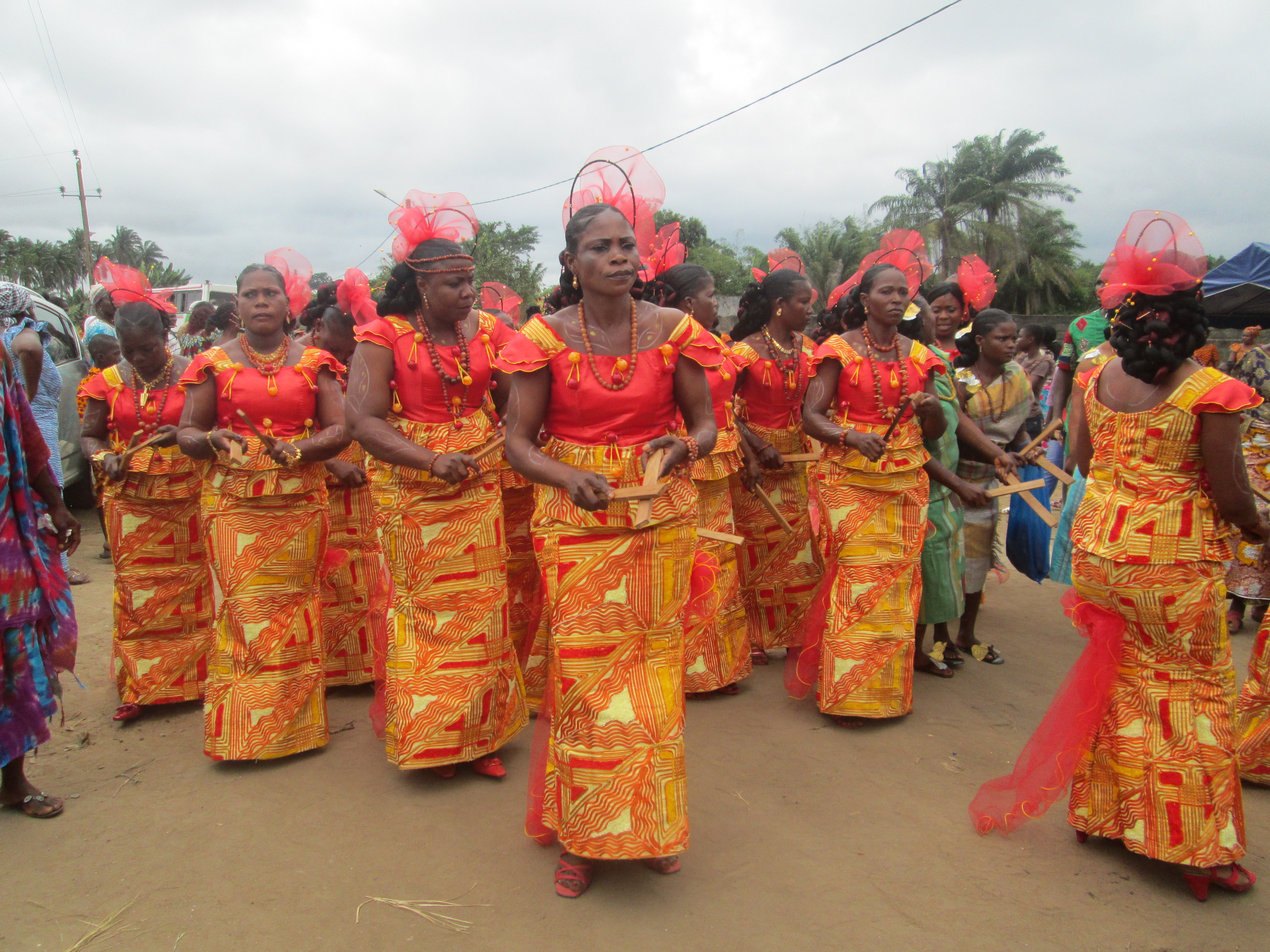
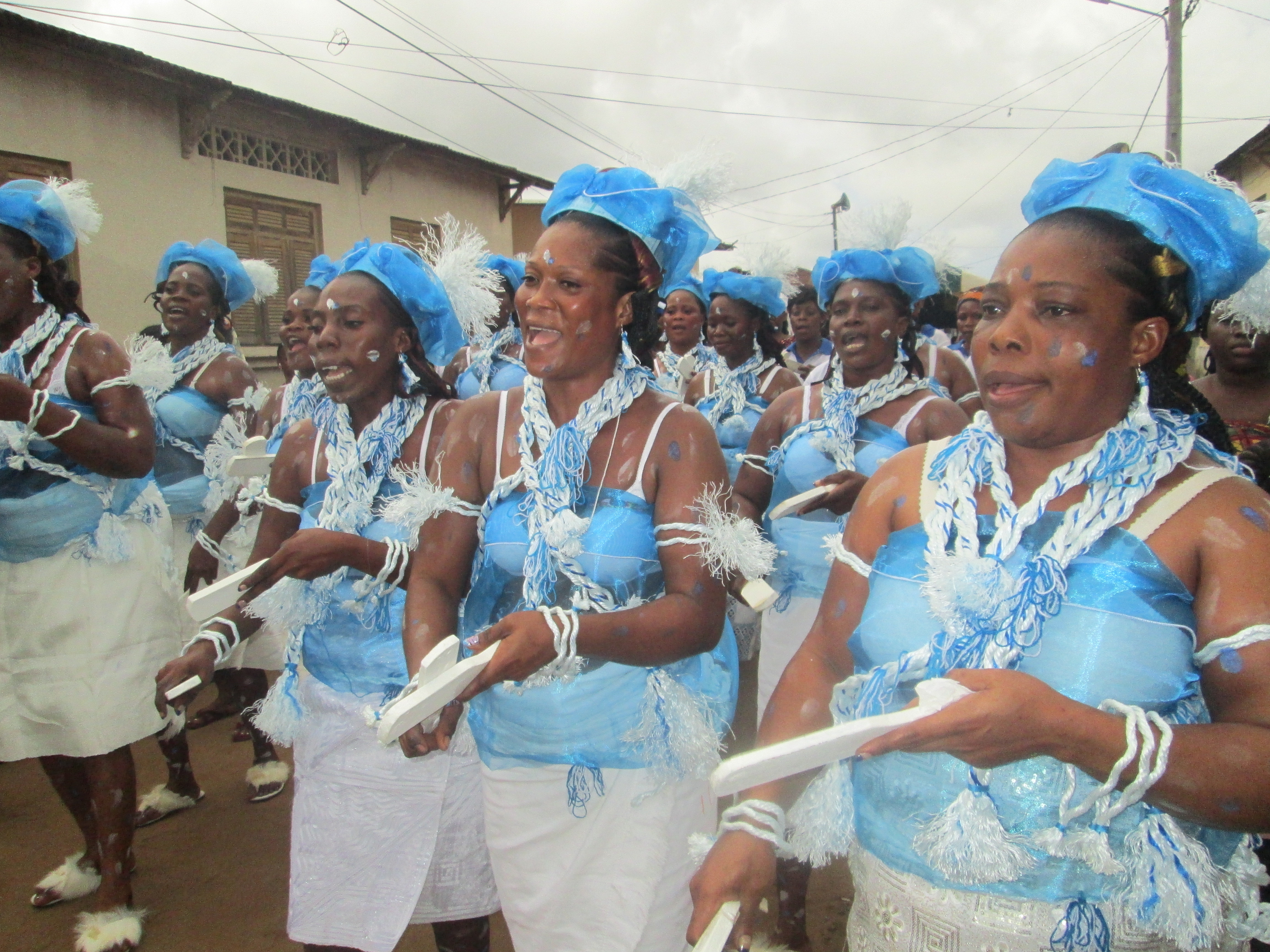
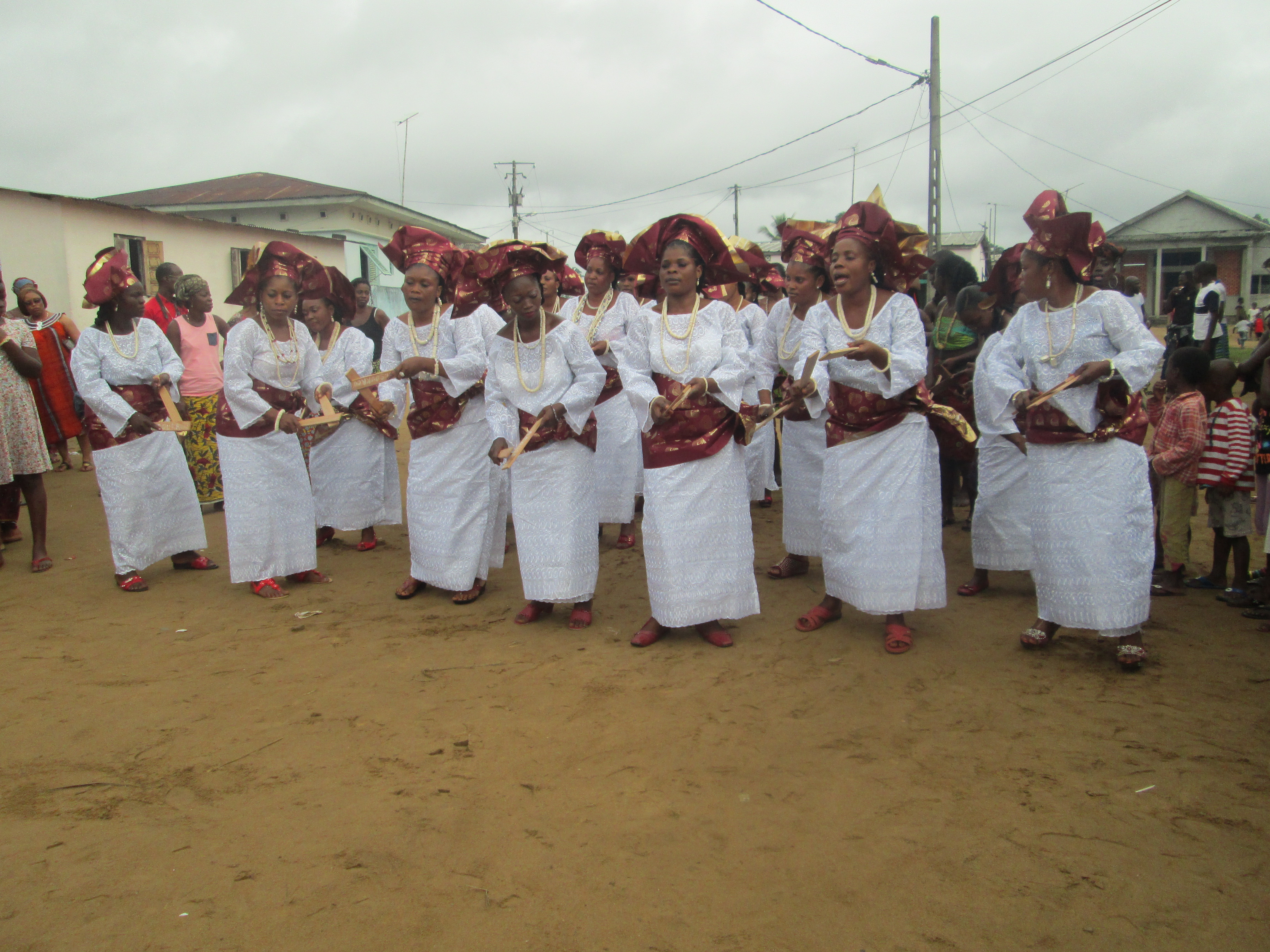
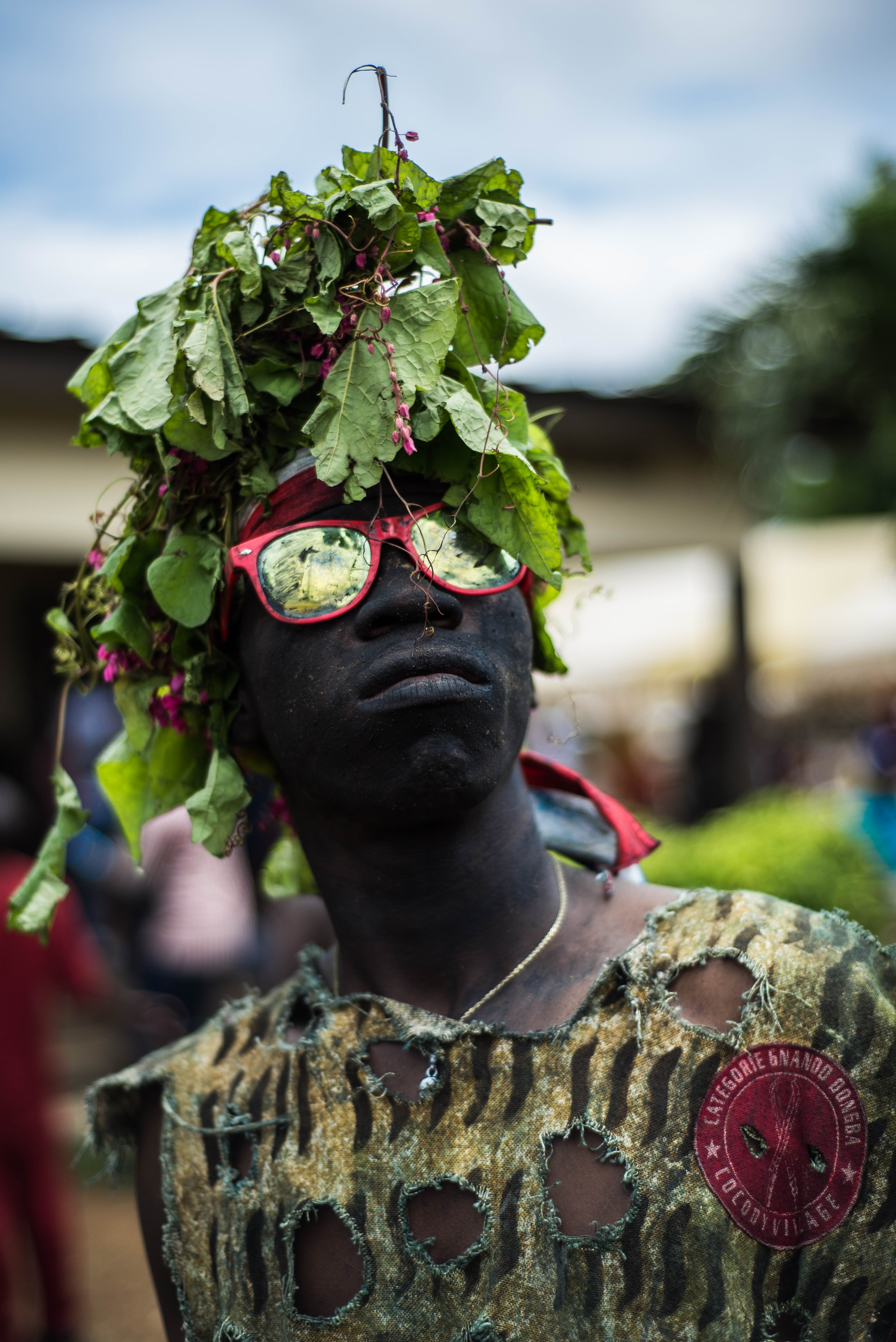

## Culture

### Musique

#### Instruments de musique
- N’kpakpa ou inkpakpa

Ce sont deux bâtons qu’on entrechoque pour émettre des sons selon le rythme que l’on désire. D’environ 25 cm de long, leur taille détermine la hauteur de leur son.
- Cloche kanko

Cet instrument est constitué en une feuille de métal modelé en forme de deux valves puis soudées verticalement. Le son s’obtient par choc à la paroi externe à l’aide d’une tige en bois ou en fer.
- Coche ayokwè

Cet instrument est utilisé dans les cérémonies par le plus vaillant guerrier du groupe. Le son s’obtient en frappant avec une tige métastatique.
- Gomé

Cet instrument est fait en carapaces de tortue et cornes de bovidés percutées.
L’instrumentiste tient le dos de la carapace dans une main et frappe avec l’autre main avec une mince baguette, sur le bouclier ventral. Le crieur public s’en sert pour lancer les messages.
- Djidji ayôwké

Fait en bois, c’est un tambour qu’on utilise pour transmettre des messages. Il est à fente polychrome (noir, blanc, rouge, pigments naturels) avec deux bords de différentes formes. L’un joue le rôle de tambour mâle, et l’autre le rôle de tambour femelle. Ils émettent différentes notes.
- Lémlé

Il est composé de deux traverses en tronc de bananier posées (parallèlement) à même le sol. Ils servent de support à six lamelles taillées dans du bois sec et léger. Chaque lame est fixée contre de chevilles en bois plantées dans les traverses et les immobilise.
- Hochets

C’est un instrument qui peut se faire en différentes matière dont : en calebasse, en os, en cuir, en boit, en vannerie, en feuilles, en terre cuite ou en métal.
À l’intérieur, on y et des éléments percutants faits principalement de grenailles, de cailloux, de coquillages, de bâtonnets, de noyaux et autres petites graines dures.
- Apè

Comme le hochet, l’Apè est fait d’une calebasse. À l’intérieur, on y met soit des cailloux ou des graines. Le type le plus naturel est celui qui utilise pour manche le col du fruit.
- Hochets-sonnailles Apè

Ils sont faits avec des calebasses entières en forme sphérique. Sa partie effilée sert de poignée et est recouvert avec un filet.
- Cloches Siclé/sicré/assiclé/assicré/guégré

C’est une cloche métallique avec une tige de fer fixé à l’intérieur. En la secouant, la tige métallique montée libre frappe la paroi interne alors l’entrechoc émet un bruit sec.
- Clochettes Guégré ou gué n’gré

Faits en bronze ou en cuivre, ces clochettes ressemblent aux cloches occidentales. Elles possèdent, chacune, un battant interne. Ces instruments portés au corps font partie des symboles d’apparat que les guerriers portent lors de la fête de génération fatchué ou afatchué et également pendant la danse guerrière taprognan bi.
- Des sonnailles en coque de fruit

Les danseurs les portent pour danser. Les pas et gestes pendant les mouvements émettent des sons rythmés.
- Sonnailles de chevilles

Les danseurs utilisent les sonnailles fabriquées avec des feuilles de rônier, des coquillages, des graines, des pièces de monnaie, des anneaux, des fragments de cornes ou d’os suspendus par des cordes ou des ficelles.
- N’dègonbroya (framiré/Terminalia ivorensis, Combretacées)

Ces tambours sont faits d’une peau de gazelle ou de biche. D’autres sont en peau de mouton.
- Attèkprè

Il est long et effilé. Il est taillé dans du bois dur. Il est de forme tubulaire et a sa platine brun-sombre. Quelques sculptures et figures géométriques sont sculptées sur la surface de sa caisse de résonance. À l’aide de deux baguettes en bois, l’instrumentiste le bat pour émettre des sons. Seul un initié peut le jouer. On l’installe dans la cour du chef et il sert à lancer des appels sonores à la population ou aux seuls notables de la cour, pour annoncer l’arrivée d’un visiteur de marque, le décès d’un notable également.
- Atégbré sè

C’est un tambour apparié mâle. Il émet un ton bas.
- Atégbré bié

C’est le second tambour apparié femelle. Il émet un ton haut.
- Bogogbrô

C’est un tambour taillé dans du bois ababoué (framiré). Il est recouvert d’une peau de gazelle. À l’aide de deux grosses baguettes de 37 cm chacune, l’instrumentiste le bat.
- Gougoussou ou gougounsou

C’est un court fût cylindrique sans pied. Sa base est entaillée en forme de créneaux.
- Kpinkpa/kpékpa/kpemkpa et kinkékéni/kinéguénou/kénékéni/pinnégbéli

Ce sont deux tambours apparié dont l’un en forme cylindrique et l’autre en forme cylindro-conique. Une personne les tient entre les jambes et une autre les bat.
kpinkpa, kpékpa ou kpemkpa
Le tambour mâle, émet un son grave.
Kinkékéni, kinéguénou, kénékéni ou pinnégbéli
Le tambour femelle, émet un son aigu. Dressés verticalement sur le sol, inclinés par le musicien qui les tient d’une main et à l’aide d’une baguette bat la peau.
Krékété Krékété
Ce nom lui est attribué grâce à la formule rythmique. De forme cylindrique ou cylindro-conique, il ressemble sensiblement aux précédents types. Pendant la marche guerrière, une personne le porte et l’autre le bat avec rapidité.
Donga
C’est un tambour qui se place à l’aisselle et est en forme de sablier. Il est formé d’une petite caisse évidée présentant un rétrécissement médian et pourvue d’une peau tendue aux deux extrémités. Des cordes latérales relient les peaux des deux ouvertures. Lorsque le batteur fait un pincement ou une libération de son avant-bras, cela permet une variation de son.
Abè L’arc
Quand on l’utilise tout simplement comme un instrument de musique, le corps de l’arc est plus fortement plus courbé que l’arc de la chasse. Aux deux extrémité, est tendue une corde provenant généralement du rônier.
Trompes traversières en ivoire
Ce sont des trompes traversières en ivoire. On en trouve de différentes formes mais toujours fait en ivoire.
L’instrumentiste peut faire des variations sonores.  À environ 5 cm de la pointe, on fait une orifice ovale, rectangulaire ou une forme d’un losange allongé. C’est par là que le joueur insuffle l’air dans l’instrument.
Trompes djonsin, djonnô sin ou djonnor n’consin
Elles sont faites avec de grandes défenses d’éléphant. Cette forme permet d’émettre des sons graves.
Trompes bènglè ou amègrè
Elles sont faites avec de grandes défenses d’éléphant.
Bènglè ou amègrè
Elles sont faites avec de plus petites défenses d’éléphant.
Ce sont des trompes appariées qui ont purement une fonction élogieuse.  Lors des cérémonies publiques, on les utilise dans un langage à base de devises.
Trompes traversières en cornes de bovidé
Il s’agit d’instruments de forme conique et sans trou d’intonation. Généralement, la fabrication des trompes en cornes de bovidés est semblable à celle des trompes en ivoire
Les trompes afémé ou afémé n’consin
Elles sont fabriquées avec des cornes de buffle (Syncerus caffer nanus)
Les amègrè ou Songon-Dagbé
Elles sont fabriquées avec des cornes de buffle ou de cerf.
N’douamé sin ou n’douamé n’consin

Elles sont faites avec les cornes de bœuf. Il s’agit d’instruments de forme conique et sans trou d’intonation.                                                   

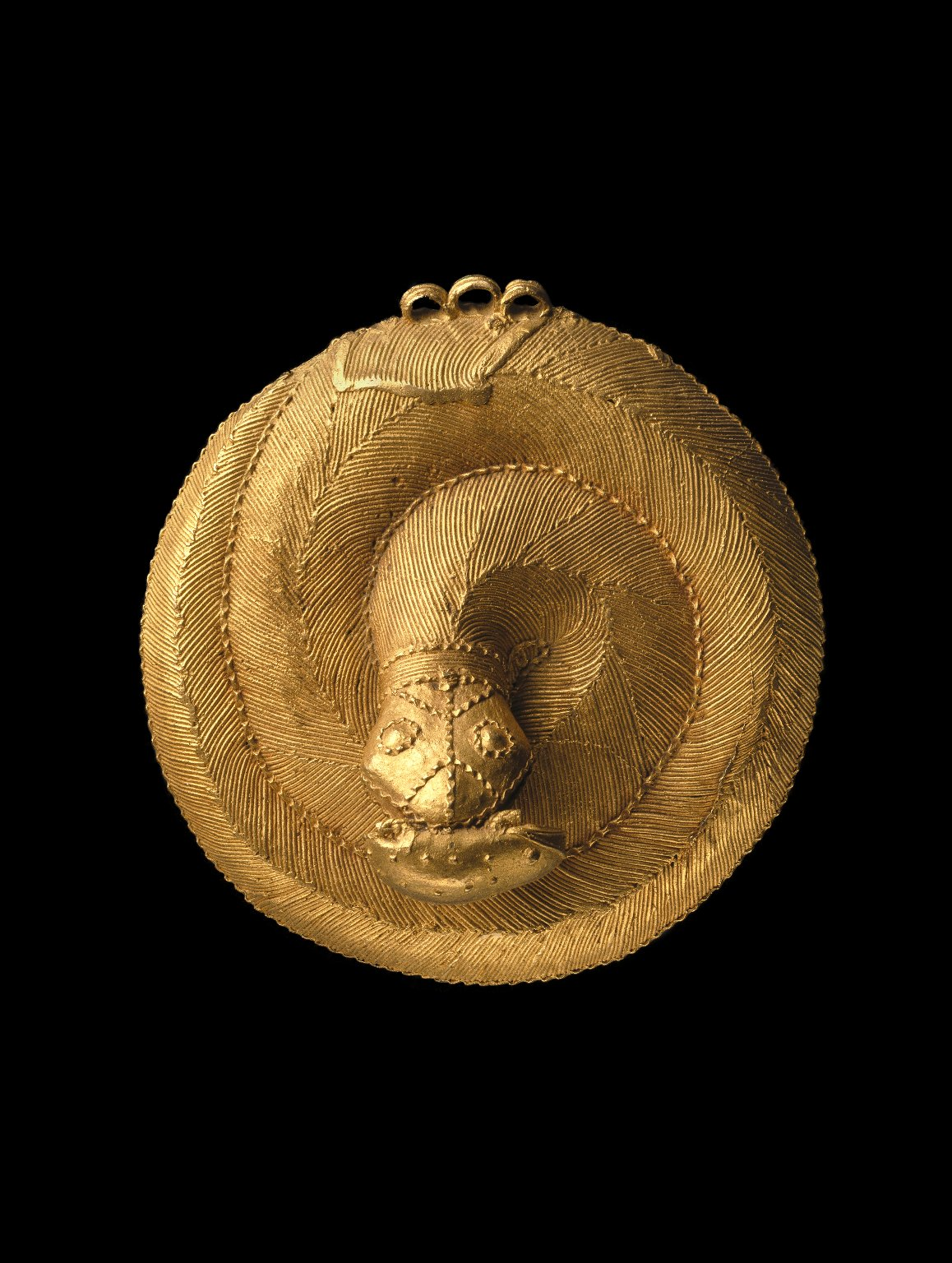
Pendentif-serpent.

## Bon à savoir
- Selon la tradition, le mot Abidjan serait une déformation de l'expression "Min djan m'bi". Ce qui veut dire en langue atchan "je coupe des feuilles ". MBidjan nin indique le peuple d'Abidjan. et signifie littéralement "les coupeurs de feuilles"
- Tous les villages atchan comprennent 8 familles qui sont les: Kouèdoman, Tchadoman, Abromando, Gbadoman, Godouman, Fiédoman, Locomman et Djoumando.